# Polkaholix
Polkaholix – niemiecki zespół wykonujący oryginalną odmianę polki połączoną z dźwiękami rocka, ska oraz folku.

## Skład zespołu
- Andreas Wieczorek – śpiew / saksofon
- Iven Hausmann – trąbka
- Oliver Oltersdorf – saksofon / klarnet
- Andreas Hillmann – trąbka
- Volkmar Grosse – gitara basowa
- Mario Ferraro – gitara
- Jo Meyer – akordeon
- Thomas Depkat – perkusja

## Występy w Polsce
Zespół Polkaholix pomimo wielu występów w Polsce swój prawdziwie wielki debiut sceniczny na polskiej 
scenie zaliczył dopiero na XIV Przystanku Woodstock, który odbył się w Kostrzynie nad Odrą

## Dyskografia
- 2003: Denkste (Löwenzahn/Buschfunk)
- 2004: Soundtrack für den Spielfilm Küss mich, Hexe (X-Film Creative Pool)
- 2005: Musik zur TV-Dokumentation Monte Klamotte - Eine Expedition zum Berliner Schuldenberg von Gerd Conradt
- 2006: Live DVD
- 2007: The Great Polka Swindle (Westpark/Indigo)
- 2009: Spare Ribs (Single) (Monopol)
- 2009: PolkaholiX-Mas (Single) (Monopol)
- 2010: Polkaface (Monopol)
- 2013: rattenscharf (EP) (Monopol)
- 2015: Sex & Drugs & Sauerkraut (Monopol)